# Ерленд Даль Рейтан
Ерленд Даль Рейтан (норв. Erlend Dahl Reitan, нар. 11 вересня 1997, Клебу, Норвегія) — норвезький футболіст, фланговий захисник клубу «Русенборг».

## Ігрова кар'єра
Ерленд Рейтан є вихованцем футбольної академії норвезького клубу «Русенборг». В юнацьких командах Рейтан починав грати на позиції вінгера але згодом у дорослому футболі перейшов на місце флангового захисника. Свій перший матч за основну команду «Русенборга» Рейтан зіграв 27 квітня 2016 року у матчі на Кубок Норвегії. У регулярному чемпіонату Рейтан дебютував у вересні 2016 року. І вже в першому матчі відзначився забитим голом. У тому сезоні футболіст провів три матчі у першій команді і забив два голи. У наступному сезоні Рейтан з'явився в основі лише раз і влятку до кінця сезону був відправлений в оренду у клуб «Буде-Глімт». У 2019 році Рейтан провів ще один сезон в оренді у «Буде-Глімт».
Після завершення сезону 2019 року Рейтан повернувся до «Русенборга» і підписав з клубом новий контракт.
У 2017 році футболіст провів шість матчів у складі молодіжної збірної Норвегії.

## Досягнення
Русенборг
 Чемпіон Норвегії (2): 2016, 2018
 Переможець Кубка Норвегії (2): 2016, 2018
 Переможець Суперкубка Норвегії: 2018